# Doughnuts
Doughnuts va ser una banda sueca straight edge de hardcore punk, activa entre els anys 1990 i 1997 i integrada només per dones.

## Trajectòria
El grup es va fundar Umeå com una banda de punk, fins a desenvolupar un major virtuosisme musical proper al new school hardcore de principis de la dècada del 1980.
El seu debut va ser amb l'EP Equalize Nature, publicat per Desperate Fight Records el 1994 el qual va atreure l'atenció del segell discogràfic estatunidenc Victory Records, presentant un any després l'àlbum The Age of the Circle. Com a conseqüència, Doughnuts va estar de gira pels Estats Units amb Snapcase, i posteriorment per Europa.

## Membres
- Nansa Forsberg – veu (1990–1997)
- Sara Almgren – guitarra (1990–1997)
- Sara Sjögren – guitarra (1990–1997)
- Linda Lundberg – bateria (1990–1997)
- Helena Löfgren – baix (1990–1995)
- Jenny Johansson – baix (1995–1997)

## Discografia

### Àlbums
- Equalize Nature EP (1994, Desperate Fight)
- The Age Of The Circle (1995, Victory)[3]
- Feel Me Bleed (1997, Victory)

### Compartits
- Snapcase / Doughnuts promo tape (1995, Victory)

### Aparicions en recopilatoris
- Straight Edge as Fuck Part II (1995, Desperate Fight) – "The Demon and the Desert"
- Victory Style (1996, Victory) – "Impure"
- Victory Style II (1997, Victory) – "Hand Too Small"